# زی لوکاس (بازیکن فوتبال، زاده ۲۰۰۸)
زی لوکاس (انگلیسی: Zé Lucas؛ زادهٔ ۲۳ مارس ۲۰۰۸) بازیکن فوتبال اهل برزیل است که در حال حاضر برای اسپورت رسیفی در پست هافبک بازی می‌کند.

## دوران باشگاهی
زی لوکاس در ویچوریا دو سانتو آنتائو، پرنامبوکو متولد شد و در هشت سالگی به تیم‌های جوانان اسپورت رسیف پیوست و ابتدا در تیم فوتسال بازی کرد. او در سن ۱۶ سالگی، در تاریخ ۱۱ ژانویه ۲۰۲۵، برای اولین بار در ترکیب تیم اصلی قرار گرفت و در یک دیدار خارج از خانه در جام پرنامبوکو مقابل آفوگادوس بازی کرد که با نتیجه ۱-۱ به پایان رسید. در این بازی باشگاه با تیم زیر ۲۰ سال به میدان رفت.
پس از درخشش در سه بازی نخست سال، زی لوکاس به صورت قطعی به ترکیب اصلی باشگاه ارتقا یافت و در تاریخ ۶ فوریه ۲۰۲۵ قراردادش را تا سال ۲۰۲۸ تمدید کرد.

## دوران ملی
در تاریخ ۱۰ فوریه ۲۰۲۵، زی لوکاس به تیم ملی فوتبال زیر ۱۷ سال برزیل برای دو بازی دوستانه مقابل اکوادور دعوت شد.